# بابلو الفارو
بابلو الفارو (بالإسبانية: Pablo Alfaro) (26 أبريل 1969 بسرقسطة في إسبانيا - ) هو مدرب كرة قدم ولاعب كرة قدم إسباني في مركز الدفاع. شارك مع منتخب أرغون لكرة القدم. أما مع النوادي، فقد لعب مع أتلتيكو مدريد وراسينغ سانتاندير وريال سرقسطة ونادي إشبيلية ونادي برشلونة وG.S. Iraklis Thessaloniki ‏ وDeportivo Aragón ‏ ونادي مريدا ونادي ماردة ‏.

## روابط خارجية
- بابلو الفارو على موقع قاعدة بيانات كرة القدم.إي يو (الإنجليزية)